# Sancho III van Navarra
Sancho III Garcés van Navarra bijgenaamd de Grote (ca. 994 – Aguilar de Bureba, 18 oktober 1035) was van 1004 tot aan zijn dood koning van Navarra. Hij bestuurde bovendien het graafschap Aragón en via zijn huwelijk de graafschappen Castilië, Álava en Monzón. Via een expansiepolitiek bemachtigde hij eveneens de graafschappen Sobrarbe, Ribagorza en Ceo. In 1034 annexeerde hij het koninkrijk León. Hij behoorde tot het huis Jiménez.

## Geboorte en opvolging
Sancho III was de zoon van koning García II van Navarra en diens echtgenote Jimena Fernández, dochter van graaf Fernando Bermúdez van Cea. 
Hij werd opgevoed in het klooster van San Salvador de Leyre. Zijn vader overleed rond het jaar 1000, waarna Sancho na een interregnum in 1004 koning van Navarra werd. De eerste jaren na zijn troonsbestijging werd Navarra in Sancho's naam bestuurd door een regentenraad samengesteld uit bisschoppen, zijn moeder Jimena en zijn grootmoeder Urraca Fernández.

## Politiek in de Pyreneeën
Tijdens zijn bewind had Sancho als doel om de christelijke vorstendommen in Spanje te verenigen nu het kalifaat Córdoba aan het uiteenvallen was in verschillende taifakoninkrijkjes. Rond het jaar 1010 huwde hij met Mayor van Castilië, dochter van graaf Sancho I Garcés van Castilië en in 1015 begon hij aan een expansiepolitiek. Dat jaar beëindigde hij de controle van de Moren over de vroegere graafschap Sobrarbe.
In 1010 werd dan weer het graafschap Ribagorza verdeeld, wat ook een opportuniteit was voor Sancho. Het graafschap werd verdeeld tussen Willem Isarn, de buitenechtelijke zoon van graaf Isarn, en graaf Raymond III van Pallars Jussà. De echtgenote van Raymond III was Mayor García van Castilië, die een nicht was van graaf Isarn van Ribagorza en tegelijkertijd een tante was van Sancho's echtgenote Mayor. In 1018 sneuvelde Willem Isarn toen hij de controle over de Aránvallei probeerde te verwerven en Sancho maakte daarvan gebruik om Willem Isarns deel van het graafschap Ribagorza in te nemen via de claims die zijn echtgenote op Ribagorza had. Kort daarna lieten Raymond III en zijn echtgenote Mayor García zich scheiden, wat voor een verdere verdeling van het graafschap Ribagorza zou zorgen. Dit werd echter vermeden doordat Mayor García zich in 1025 in een klooster terugtrok. Kort daarna werd Raymond III vazal van Sancho III, waardoor hij nu de volledige controle had over het graafschap Ribagorza.
Ook dwong Sancho graaf Berengarius Raymond I van Barcelona om zijn vazal te worden, hoewel die reeds een vazal was van het koninkrijk Frankrijk. In Zaragoza ontmoetten Sancho en Berengarius I Raymond elkaar om een gezamenlijk beleid tegen het graafschap Toulouse te bespreken.

## Bemachtiging van Castilië
In 1016 legde Sancho III de grens tussen Navarra en Castilië vast als onderdeel van de goede relatie die hij had uitgebouwd met het graafschap door zijn huwelijk met Mayor van Castilië, dochter van graaf Sancho I Garcés. Nadat die in 1017 stierf, werd Sancho beschermheer van Castilië voor de nieuwe graaf: de nog jonge García II. Na de moord op García II in 1029 verslechterden de banden tussen de drie grote christelijke staten Navarra, Castilië en het koninkrijk León echter. García was namelijk verloofd met Sancha, dochter van koning Alfons V van León, die het huwelijk had gearrangeerd om de Castiliaanse landerijen tussen de rivieren Cea en Pisuerga te bemachtigen. Toen García in de stad León arriveerde voor zijn huwelijk, werd hij echter vermoord door de zoons van een edelman waarvan García de landerijen had afgenomen.
Sancho III was tegen het huwelijk door de verwachte machtsuitbreiding die het koninkrijk León in Castilië zou krijgen en gebruikte García's dood om dit af te wenden. Hij gebruikte zijn functie van beschermheer van Castilië om het graafschap te annexeren en benoemde zijn jongere zoon Ferdinand tot erfopvolger om Castilië binnen de invloedssfeer van het koninkrijk Navarra te houden.

## Suzereiniteit over Gascogne
Sancho bouwde tevens goede relaties op met het hertogdom Gascogne met de bedoeling om de suzereiniteit over het hertogdom te bemachtigen. Zo maakte hij van zijn band met de Abdij van Cluny gebruik om de weg van Gascogne naar de stad León te verbeteren. Door de verbetering van de weg steeg het verkeer richting Spanje: hoofdzakelijk pelgrims die na naar Santiago de Compostella reisden.
Hertog Sancho VI van Gascogne was verwant met koning Sancho III van Navarra en spendeerde een deel van zijn leven aan het koninklijk hof in de Navarrese hoofdstad Pamplona. Sancho VI nam aan zijn zijde deel aan de Reconquista. Na de dood van Sancho VI in 1032 breidde Sancho III van Navarra zijn autoriteit over Gascogne definitief uit. Hierdoor ging zijn macht vanaf dan reiken tot aan de Garonne. 
In het zuidelijke deel van Gascogne stichtte hij verschillende burggraafschappen: Labourd, Bayonne en Baztan.

## Annexatie van León
Nadat Bermudo III koning van León was geworden, arrangeerde Sancho het huwelijk tussen zijn zoon Ferdinand en Sancha, de vroegere verloofde van koning García II van Castilië en zus van Bermudo III. Door dit huwelijk kreeg Sancho III een bruidsschat die ook betwiste landerijen in León bevatte. Hierdoor kwam het al snel tot een grootschalige oorlog tussen Sancho en Bermudo III. Gecombineerde Castiliaanse en Navarrese troepen konden snel grote delen van het koninkrijk León innemen, waaronder de stad Astorga. Hierdoor heerste Sancho III in maart 1033 van de stad Zamora tot aan de grenzen van het graafschap Barcelona.
In 1034 veroverde Sancho de stad León, waarna hij zich tot keizer van Spanje liet kronen. Sancho III, op het hoogtepunt van zijn macht, heerste nu van de grenzen van het koninkrijk Galicië tot aan de grenzen van het graafschap Barcelona. In 1035 veroverde hij het vroegere bisdom Palencia, dat tot dan in handen was van de Moren.
In oktober 1035 stierf Sancho III in Aguilar de Bureba, waarna hij werd begraven in het San Salvadorklooster van Oña.

## Erfopvolging
Na de dood van Sancho III werden zijn bezittingen verdeeld onder zijn zoons. De oudste zoon García III erfde het koninkrijk Navarra, de tweede zoon Ferdinand I erfde de koninkrijken Castilië en León en de jongste zoon Gonzalo erfde de graafschappen Sobrarbe en Ribagorza. De buitenechtelijke zoon van Sancho III, Ramiro I, erfde het graafschap Aragón, dat kort daarna werd uitgeroepen tot koninkrijk.

## Nakomelingen
Sancho III en Mayor van Castilië kregen vier kinderen:
- García III (1012-1054), koning van Navarra
- Ferdinand I (1015-1065), koning van Castilië en León
- Jimena, huwde met koning Bermudo III van León
- Gonzalo (1020-1043), graaf van Sobrarbe en Ribagorza

Voor zijn huwelijk met Mayor had Sancho III een relatie met Sancha van Aibar. Ze kregen een zoon:
- Ramiro I (1007-1063), koning van Aragón

## Voorouders
| Voorouders van Sancho III van Navarra (994-1035) | Voorouders van Sancho III van Navarra (994-1035)                | Voorouders van Sancho III van Navarra (994-1035)                | Voorouders van Sancho III van Navarra (994-1035)               | Voorouders van Sancho III van Navarra (994-1035)               | Voorouders van Sancho III van Navarra (994-1035)               | Voorouders van Sancho III van Navarra (994-1035)               | Voorouders van Sancho III van Navarra (994-1035)               | Voorouders van Sancho III van Navarra (994-1035)               |
| ------------------------------------------------ | --------------------------------------------------------------- | --------------------------------------------------------------- | -------------------------------------------------------------- | -------------------------------------------------------------- | -------------------------------------------------------------- | -------------------------------------------------------------- | -------------------------------------------------------------- | -------------------------------------------------------------- |
| Overgrootouders                                  | García I van Navarra (919-970) ∞ Andregoto van Aragón (900-972) | García I van Navarra (919-970) ∞ Andregoto van Aragón (900-972) | Ferdinand González (910-970) ∞ Sancha van Navarra (-959)       | Ferdinand González (910-970) ∞ Sancha van Navarra (-959)       | Bermudo Núñez (-955) ∞ Argilo (-)                              | Bermudo Núñez (-955) ∞ Argilo (-)                              | Diego Muñoz (-) ∞ Tregidia (-)                                 | Diego Muñoz (-) ∞ Tregidia (-)                                 |
| Grootouders                                      | Sancho II van Navarra (-999) ∞ Urraca Fernández (935-1007)      | Sancho II van Navarra (-999) ∞ Urraca Fernández (935-1007)      | Sancho II van Navarra (-999) ∞ Urraca Fernández (935-1007)     | Sancho II van Navarra (-999) ∞ Urraca Fernández (935-1007)     | Fernando Bermudez de Cea (910-970) ∞ Elvira Díaz (-959)        | Fernando Bermudez de Cea (910-970) ∞ Elvira Díaz (-959)        | Fernando Bermudez de Cea (910-970) ∞ Elvira Díaz (-959)        | Fernando Bermudez de Cea (910-970) ∞ Elvira Díaz (-959)        |
| Ouders                                           | García II van Navarra (964-1000) ∞ Jimena Fernández (970-1045)  | García II van Navarra (964-1000) ∞ Jimena Fernández (970-1045)  | García II van Navarra (964-1000) ∞ Jimena Fernández (970-1045) | García II van Navarra (964-1000) ∞ Jimena Fernández (970-1045) | García II van Navarra (964-1000) ∞ Jimena Fernández (970-1045) | García II van Navarra (964-1000) ∞ Jimena Fernández (970-1045) | García II van Navarra (964-1000) ∞ Jimena Fernández (970-1045) | García II van Navarra (964-1000) ∞ Jimena Fernández (970-1045) |